# Henry Lawrence (calciatore)
Henry Michael Lawrence (Southwark, 21 settembre 2001) è un calciatore inglese, difensore dello Standard Liegi.

## Carriera

### Club
È cresciuto nel settore giovanile del Chelsea, con cui ha firmato un contratto professionistico nell'ottobre del 2019. Il 26 luglio 2021 è passato in prestito all'AFC Wimbledon ed il 10 agosto seguente ha giocato il suo primo incontro professionistico nella partita di EFL Cup vinta 1-0 contro il Charlton. Il 22 luglio 2022 è passato con la stessa formula al MK Dons.
Rimasto svincolato al termine della stagione, il 7 agosto 2023 ha firmato un contratto con lo Standard Liegi, club della prima divisione belga, con cui ha trascorso la maggior parte della stagione 2023-2024 giocando con la squadra riserve.

### Nazionale
Ha giocato con le nazionali giovanili inglesi Under-19 ed Under-20.

## Statistiche

### Presenze e reti nei club
Statistiche aggiornate al 15 febbraio 2025.
| Stagione        | Squadra         | Campionato      | Campionato | Campionato | Coppe nazionali | Coppe nazionali | Coppe nazionali | Coppe continentali | Coppe continentali | Coppe continentali | Altre coppe | Altre coppe | Altre coppe | Totale | Totale | Totale |
| Stagione        | Squadra         | Comp            | Pres       | Reti       | Comp            | Pres            | Reti            | Comp               | Pres               | Reti               | Comp        | Pres        | Reti        | Pres   | Reti   |        |
| --------------- | --------------- | --------------- | ---------- | ---------- | --------------- | --------------- | --------------- | ------------------ | ------------------ | ------------------ | ----------- | ----------- | ----------- | ------ | ------ | ------ |
| 2021-2022       | AFC Wimbledon   | FL1             | 24         | 0          | FACup+CdL       | 3+3             | 0               | -                  | -                  | -                  | FLT         | 2           | 0           | 32     | 0      |        |
| 2022-2023       | MK Dons         | FL1             | 26         | 1          | FACup+CdL       | 2+4             | 0               | -                  | -                  | -                  | FLT         | 3           | 1           | 35     | 2      |        |
| 2023-2024       | SL16            | CPL             | 18         | 0          | -               | -               | -               | -                  | -                  | -                  | -           | -           | -           | 18     | 0      |        |
| 2023-2024       | Standard Liegi  | PL              | 1          | 0          | CB              | 0               | 0               | -                  | -                  | -                  | -           | -           | -           | 1      | 0      |        |
| 2024-2025       | Standard Liegi  | PL              | 25         | 0          | CB              | 1               | 0               | -                  | -                  | -                  | -           | -           | -           | 26     | 0      |        |
| Totale carriera | Totale carriera | Totale carriera | 94         | 2          |                 | 13              | 0               |                    | -                  | -                  |             | 5           | 1           | 112    | 3      |        |